# Ete, Komárom-Esztergom
Ete  este un sat în districtul Kisbér, județul Komárom-Esztergom, Ungaria, având o populație de 624 de locuitori (2011). 

## Demografie
Componența etnică a satului Ete
     Maghiari (98,9%)
     Alții (1,1%)
Componența confesională a satului Ete
     Reformați (60,1%)
     Romano-catolici (12,02%)
     Fără religie (8,33%)
     Luterani (2,08%)
     Necunoscută (17,47%)
Conform recensământului din 2011, satul Ete avea 624 de locuitori. Din punct de vedere etnic, majoritatea locuitorilor (98,9%) erau maghiari.  Din punct de vedere confesional, majoritatea locuitorilor (60,1%) erau reformați, existând și minorități de romano-catolici (12,02%), persoane fără religie (8,33%) și luterani (2,08%). Pentru 17,47% din locuitori nu este cunoscută apartenența confesională.